# Tria Platania

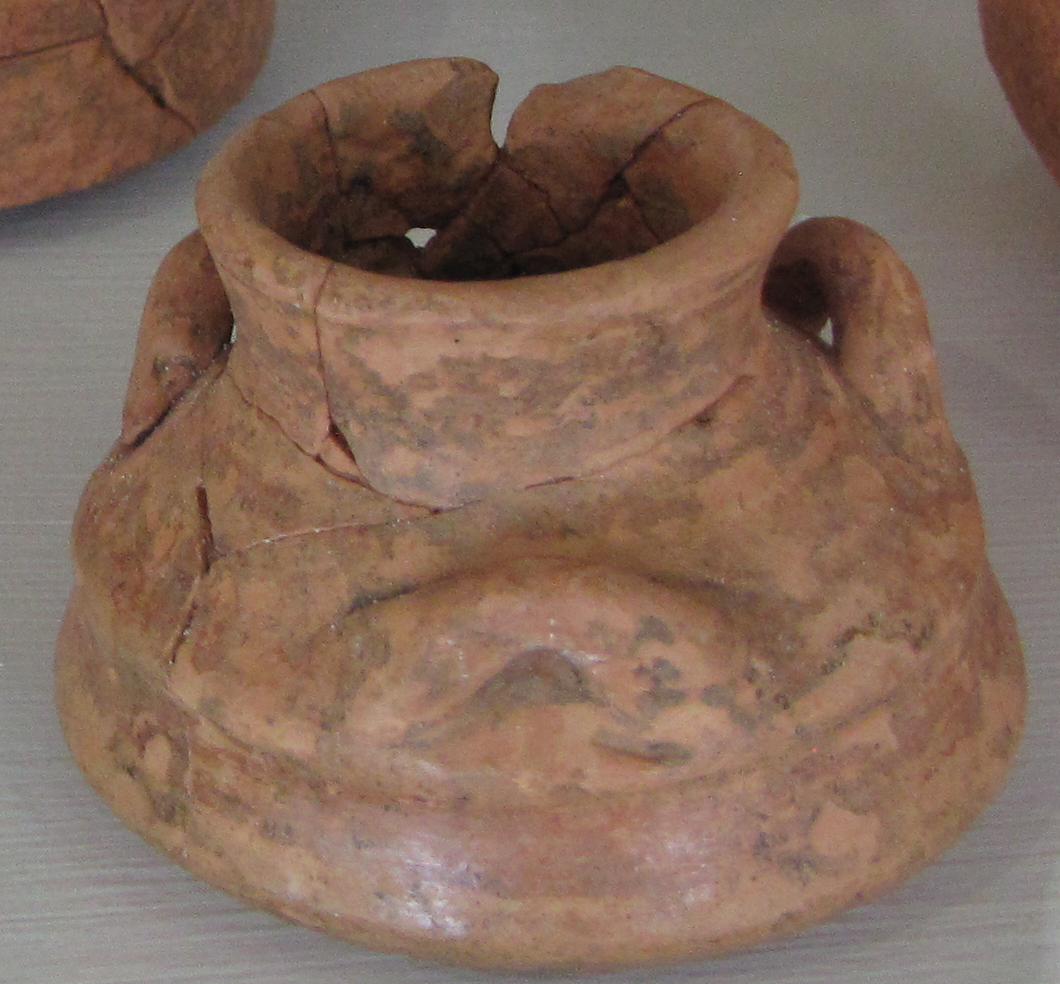
Tria Platania, Beispiel eines Tongefäßes (Fundstätte Tribina)

Während der Bauarbeiten an der Eisenbahnstrecke Athen–Thessaloniki wurden am Ort Tria Platania (griechisch Τρία Πλατάνια „Drei Platanen“) die Überreste eines antiken Gutshauses entdeckt. Durch Rettungsgrabungen konnte ein kleiner Teil der vorhandenen Altertümer lokalisiert und untersucht werden. Der größte Teil der Ausgrabungsstätte befindet sich heute unter der Trasse der Bahnlinie.

## Lage
Der Ort liegt an der antiken Straße, die die thessalische Provinz Perraivia mit der makedonischen Provinz Pieria verbindet, in der Umgebung des Tunnelzugangs der Eisenbahn und der Autobahnabfahrt Platamonas.

## Die Anlage

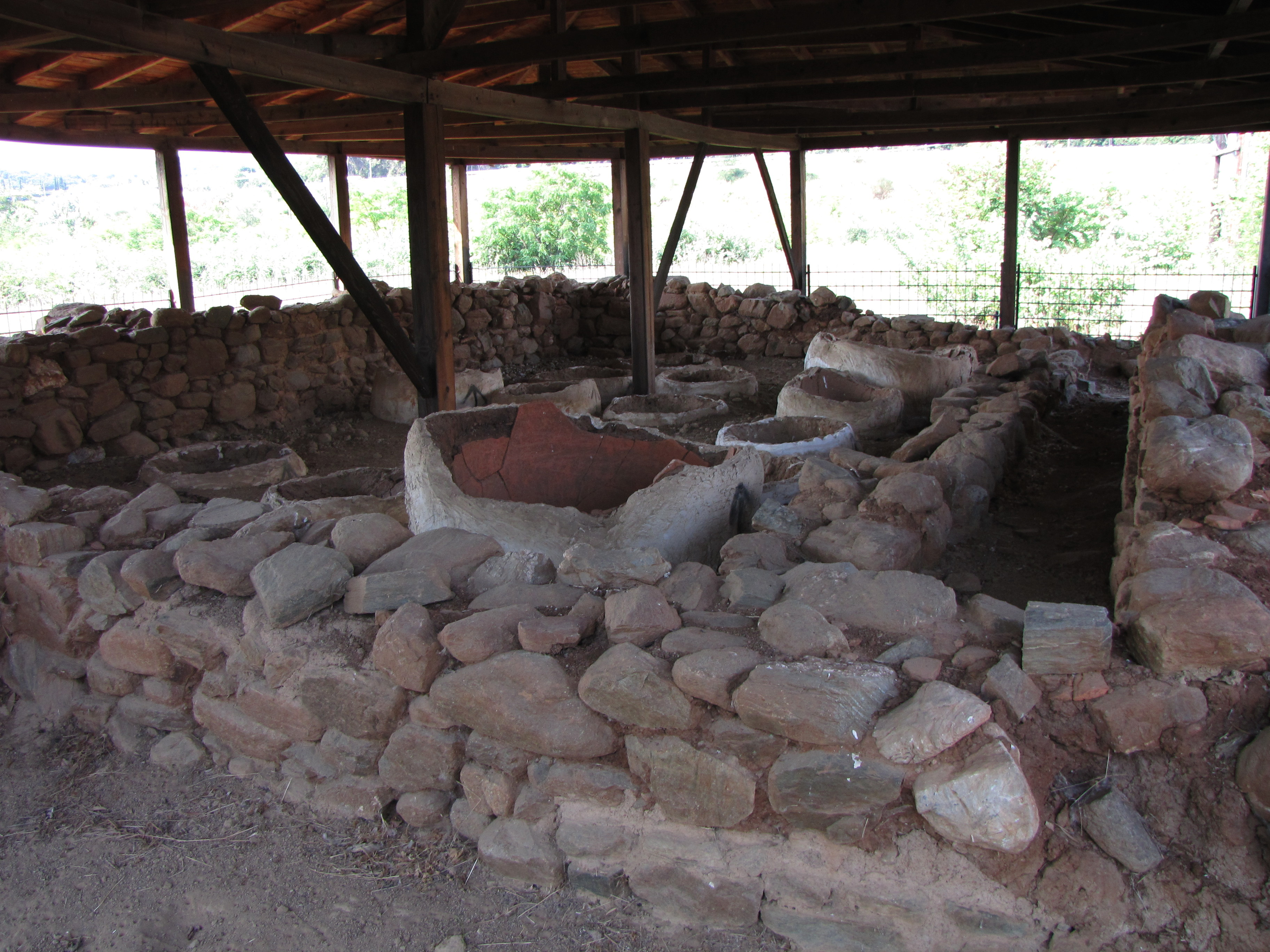
Tria Platania – Tönerne Vorratsgefäße (Bahnhof Neoi Poroi)

Die Ausgrabungen erfolgten in zwei Phasen. Die ersten Arbeiten begannen im Mai 1999 und dauerten bis zum März 2000. Die zweite Phase der Grabungen begann im Februar 2007 und wurde im November desselben Jahres beendet. Die meisten Überreste der Siedlung Tria Platania wurden während des Baus des Eisenbahntunnels zerstört. Entdeckt wurde ein Gutshaus aus hellenistischer Zeit; Münzen und Tonwaren halfen, den Fund auf das Ende des 4. Jahrhunderts v. Chr. zu datieren. Es handelt sich um eines der größten antiken Gutshäuser, die jemals in Griechenland gefunden wurden. Das Gebäude hatte eine Grundfläche von rund 55 m mal 42,50 m und erstreckte sich von Ost nach West. Diese Bauweise wurde aus klimatischen Gründen bevorzugt, da dies die Haupt-Windrichtung ist. Es wurden Weintrauben kultiviert und Wein wurde erzeugt. Im nordwestlichen Teil des Hauses befand sich eine ausgedehnte Lagerstätte mit großen Tongefäßen, die restlichen Räume des Gebäudes waren kleiner.
In der Mitte des Innenhofs wurden die Fundamente eines Turms freigelegt. In seiner Nähe befand sich ein Brunnen, der mindestens zehn Meter tief gebohrt worden war. Im Nordosten des Komplexes begann eine Mauer mit einer Länge von 32 Metern und 1,20 Metern Breite.
Das Gebäude stand zunächst nur bis zum Beginn des dritten Jahrhunderts v. Chr., es wurde samt seinen Rebstöcken, wie auch das benachbarte Kompoloi, durch ein Feuer zerstört. Als Ursache wird ein Angriff der Ätolier angenommen. Wie Münzfunde in den wiedererrichteten Gebäudeteilen aus der Zeit von Antigonos Gonatas zeigen, wurde der Komplex umgehend wieder aufgebaut, die Nordseite wurde ersetzt und verstärkt. Die Weinproduktion wich nun der Erzeugung von Olivenöl. Münzfunde aus der Zeit Philipps II. weisen darauf hin, dass das Gut zu Beginn des 2. Jahrhunderts v. Chr. aufgegeben wurde.

## Gedenkstätte
Am Bahnhof des Ortes Neoi Poroi (Νέοι Πόροι) wurde eine kleine Gedenkstätte errichtet. Von einer Dachkonstruktion geschützt sind dort die Überreste der Vorratsgefäße zu sehen, wie sie im Gutshaus vorgefunden wurden.

## Die Funde
Neben Münzen wurden Tongefäße und eine Vielzahl kleinerer Gegenstände ausgegraben.
Die ältesten der vorgefundenen Münzen stammen aus der Zeit der Gründung des Weinguts, Ende des 4. Jahrhunderts v. Chr. Offensichtlich wurden sie während der Bauphase versteckt, denn sie lagen unter dem Fußboden des Gebäudes. Die jüngsten Münzen fand man im Bauschutt der Dachziegel.
An Tonwaren wurden Haushaltsgefäße aller Art, Reste von Lageramphoren, Öllampen und Tongewichte für die Weberei gefunden. Die Tongefäße waren häufig verziert. Der tönerne Kopf einer weiblichen Figur ist das einzige Fundstück einer Terrakottastatue.
Weiterhin entdeckten die Archäologen Parfümfläschchen, Bleigewichte, Nadeln, Spachtel, bronzene und eiserne Nägel, einen eisernen Schlüssel, eiserne Beschläge und Eisenringe. An Waffen wurden Dolche und Messer ausgegraben.